# Алексеев, Евгений Борисович
Евгений Борисович Алексеев (1946—1987) — советский ботаник, специалист по систематике рода Овсяница.

## Биография
Евгений Борисович Алексеев родился 13 мая 1946 года в Москве. В 1965 году поступил на биолого-почвенный факультет Московского университета. В 1967 году принимал участие в Мещерской экспедиции Ботанического сада Московского университета.
Евгений Борисович с университетских годов занимался изучением систематики семейства Злаковые. С 1972 года Алексеев работал научным сотрудником Ботанического сада МГУ. В 1973 году он под руководством профессора Алексея Константиновича Скворцова защитил диссертацию кандидата биологических наук, называвшуюся «Систематика овсяниц группы Intravaginales Hack. секции Festuca европейской части СССР и Кавказа». Впоследствии Алексеев собирался создать монографию рода Овсяница в мировом масштабе. По его запросам в Москву были пересланы гербарные образцы из Лондона, Нью-Йорка, Парижа, Копенгагена, Женевы, Вашингтона и других ботанических хранилищ.
Алексеев не успел завершить монографическую обработку всего рода, однако издал несколько региональных монографий. К таковым относятся «Овсяницы Кавказа» (1980) и часть «Определителя растений Мещёры». Также он был автором перевода книги Ч. Джеффери «Ботаническая номенклатура».
Евгений Борисович в качестве докторской диссертации готовил иконографию овсяниц, оставшуюся неоконченной.
Евгений Борисович Алексеев скоропостижно скончался 2 апреля 1987 года.

## Научные публикации
- Алексеев, Е. Б. Овсяницы Кавказа. — М.: Изд-во МГУ, 1980. — 163 с.

## Некоторые виды, названные в честь Е. Б. Алексеева
- Festuca alekseevii Fern.Casas & M.Laínz, 1983, nom. nov.
- Festuca alexeevii Tzvelev, 2010
- Typha alekseevii Mavrodiev, 1999